# Cyprinotus glaucus
Cyprinotus glaucus är en kräftdjursart som beskrevs av N. C. Furtos 1933. Cyprinotus glaucus ingår i släktet Cyprinotus och familjen Cyprididae. Inga underarter finns listade i Catalogue of Life.